# 中国民主促进会北京市委员会
中国民主促进会北京市委员会，简称民进北京市委、北京民进，是中国民主促进会在北京市的地方组织。